# Ничего хорошего
«Ничего хорошего» — шестой студийный и первый после отъезда из России альбом рэп-исполнителя Face, выпущенный 1 сентября 2023 года. Пластинка состоит из 8 сольных треков, общая длительность которых составляет более 22 минут.
Рецензент издания «Новая газета Европа» Вячеслав Половинко охарактеризовал альбом как вторичный, но подтверждающий мысль: и антивоенный протест, и пропаганда перешли в режим «критика ради критики».

## Описание
«Ничего хорошего» — первый полноценный альбом рэпера Face после того, как он покинул РФ в 2022 году, осудив вторжение России на Украину. Продюсером первых двух композиий выступил брат артиста — Богдан Дрёмин. Альбом посвящён личным переживаниям, отъезду из России, осуждению войны в Украине и критике русского менталитета.
В марте 2022 года, после начала полномасштабной войны Face удалил все треки с российских музыкальных платформ, заявив, что «не имеет морального права работать с прогосударственными музыкальными сервисами, учитывая сложившуюся ситуацию». 8 апреля 2022 года Минюст России внёс рэпера в реестр «иностранных агентов». На протяжении всей второй композиции альбома "Твоя страна" Иван стебётся над своим статусом иноагента и осуждает российских исполнителей, которые даже несмотря на свою антивоенную позицию продолжают размещать свою музыку на российских площадках.
В заключительном треке альбома «Человек-Россия» рэпер из-за схожих судеб сравнивает себя с Борисом Пастернаком. Писатель регулярно подвергался гонениям и травле со стороны советской власти и коллег. Осенью 2021 года концертные площадки по всей стране столкнулись с угрозами со стороны ФСБ и Администраций городов. Причиной стал «Искренний» тур Ивана Дрёмина. Сам музыкант связывал это с проявлением его гражданской позиции. Дрёмин несколько раз поддерживал Алексея Навального в своих соцсетях, а в апреле 2021 был замечен на акции протеста в его поддержку.
В 2022 году в гостях у Юрия Дудя FACE говорил о том, что планирует записывать треки на английском языке, но этого не произошло.
В интервью финляндской телерадиокомпании yle.fi, Брат рэпера Face Богдан Дрёмин комментирует альбом так: «Возможно, кто-то не заметил его релиз — он был очень тихий и скромный. Не в духе времени совершенно, без каких-то пиар-кампаний. Эти песни ещё нигде не исполнялись, мы планируем их исполнить — на концерте в Хельсинки в том числе».

## «Занят»
Спустя меньше суток с выхода альбома «Ничего хорошего», пророссийское движение «Зов народа» обратилось в прокуратуру, следственный комитет и ФСБ с жалобой на рэпера. Поводом стал трек «Занят» (шестая композиция альбома). В ней Дрёмин заявил, что «вернётся в Россию, чтобы кинуть в Кремль молотов» и назвал Екатерину Мизулину «уродкой». Провоенные общественники также увидели в строчке «Н***й бога, если захочу убью себя» оскорбление чувств верующих и призыв к суициду.
Движение «Зов народа» потребовало провести проверку рэпера, завести уголовные дела по факту оскорбления власти и чувств верующих, заблокировать песню «Занят» на всех площадках, а самого Ивана Дрёмина внести в реестр террористов и экстремистов.
3 сентября Екатерина Мизулина в своём телеграмм канале прокомментировала трек Дрёмина следующим образом: «Каждую неделю какой-то Вася читает про меня то ли рэп, то ли поп. Но в случае с иностранным агентом Face, конечно, эту попсу очень сложно назвать рэпом: больше похоже на стиль Прохора Шаляпина. Несмотря на то, что многие из них уехали, в спешке покинули нашу страну, они всё же пытаются быть в контексте и пытаются напомнить о себе. Упоминание моего имени в треках, да и вообще повсюду в последнее время становится трендом, который используется ими ради хайпа. Я к этому отношусь очень ровно, потому что многие из них ещё не понимают, что вообще-то играют по нашим правилам, а не по своим».
В рецензии от Новой Газеты трек «Занят» описывается Вячеславом Половинко так:

 Надо сказать, что во всем альбоме «Ничего хорошего» как раз есть ровно одна строчка, которая описывает один из силовых сценариев будущего — и с ним герой Дрёмина вроде бы согласен: «Я вернусь в Россию, чтобы кинуть в Кремль “Молотов”». Однако если внимательно послушать весь текст композиции, то видно, что возьмёт Face в руки оружие не для того чтобы возглавить какую-то борьбу. Перед слушателем лишь ответ на пассивность самого российского общества. Метать «Молотов» в Кремль герой альбома будет не для смены власти, а чтобы показать: вы, слабаки, этого не можете, а я могу. В сюжетной логике «Ничего хорошего» это как раз не политический жест, а жест настоящих пацанов, которые «включая меня, носили ножи». Кроме того, это жест человека, который обдумывает, что делать дальше, но делает это в Венеции — потому что может в отличие от обычного сдавшегося россиянина. Неспроста же герой Face задаёт этому коллективному обывателю вопрос: «Что ты видел в жизни, кроме своего сарая?»

## Критика
Рецензент сайта «Новая газета. Европа» Вячеслав Половинко отметил, что альбом представляет собой набор из восьми треков, в которых Дрёмин рефлексирует на тему своего отъезда из России, своих переживаний и личной критики страны и её общества.
По словам рецензента, альбом требует нескольких прослушиваний для полного его понимания. После первого раза он может показаться бессмысленным, но последующие прослушивания раскрывают концепцию и эмоциональную насыщенность работы. Критик говорит: главная идея пластинки — это выражение протеста и отчуждения, а также попытка осмыслить свою роль и место в происходящем. Он отмечает, что альбом можно воспринимать как откровенный монолог человека, который испытывает сильные эмоциональные потрясения, связанные с покинутой родиной.
Рецензент выделяет основные темы треков, включая острую критику России, российского общества и самого себя. Например, в песне «Твоя страна» Дрёмин говорит о том, что страна окончательно утрачена её народом, хотя по сути она и не принадлежала ему изначально. Трек «Пробел» описывается как речитатив душевно израненного человека, который, уехав, пытается убедить себя в том, что он возвысился над остальными. Но при этом, по словам Вячеслава, этот человек по-прежнему осознаёт тоску — и от отъезда, и от невозможности сделать что-то для улучшения ситуации в мире.
Тем не менее, несмотря на явную эмоциональную насыщенность альбома, Половинко задаётся вопросом о его значимости. Он пишет, что хотя «Ничего хорошего» выполнен качественно и точно выражает состояние артиста, в нём не хватает конструктивности. По мнению рецензента, антивоенные высказывания многих артистов, включая Дрёмина, начинают терять свою силу из-за отсутствия новых подходов или предложений выхода из сложившейся ситуации.
Также Половинко обращает внимание на строчку из трека «Занят», где Face говорит: «Я вернусь в Россию, чтобы кинуть в Кремль “Молотов”». Рецензент отмечает, что это скорее жест демонстрации собственной воли, а не попытка призыва к насильным политическим переменам. Таким образом, протест Face остаётся скорее глубоко личным, что делает его менее действенным как общественное заявление.
Подытоживая, критик говорит, что альбом отражает общую атмосферу разочарования и тупика, в котором оказались многие российские артисты в вынужденной эмиграции, связанной с войной. По его мнению, альбом Face можно воспринимать как музыкальную иллюстрацию замкнутого круга, где движение вперёд кажется невозможным, а рефлексия становится доминирующим мотивом.

## Чарты
| Чарты (2023)            | Высшая позиция |
| ----------------------- | -------------- |
| Россия (Apple Music)    | 1              |
| Украина (Apple Music)   | 1              |
| Молдова (Apple music)   | 1              |
| Россия (BandLink)       | 1              |
| Эстония (Apple Music)   | 2              |
| Латвия (Apple Music)    | 4              |
| Литва (Apple Music)     | 5              |
| Казахстан (Apple Music) | 6              |
| Армения (Apple Music)   | 13             |
| Сербия (Apple Music)    | 14             |
| Польша (Apple Music)    | 16             |
| Турция (Apple Music)    | 19             |
| Беларусь (Spotify)      | 20             |
| Кипр (Apple Music)      | 21             |

| Чарты (2023)       | Песня         | Высшая позиция |
| ------------------ | ------------- | -------------- |
| Беларусь (Spotify) | «Смерть»      | 109            |
| Беларусь (Spotify) | «Пробел»      | 112            |
| Беларусь (Spotify) | «Неврастеник» | 128            |
| Беларусь (Spotify) | «Тень»        | 129            |
| Беларусь (Spotify) | «Твоя страна» | 132            |
| Беларусь (Spotify) | «Крест»       | 173            |

## Список композиций
| №                   | Название            | Автор(ы)            | Продюсер            | Длительность |
| ------------------- | ------------------- | ------------------- | ------------------- | ------------ |
| 1.                  | «Смерть»            | Face                | Богдан Дрёмин       | 3:09         |
| 2.                  | «Твоя страна»       | Face                | Богдан Дрёмин       | 2:46         |
| 3.                  | «Тень»              | Face                | Razy                | 3:06         |
| 4.                  | «Крест»             | Face                | Slidinmoon          | 2:36         |
| 5.                  | «Неврастеник»       | Face                | Chuki Beats         | 3:09         |
| 6.                  | «Занят»             | Face                | Slidinmoon          | 2:15         |
| 7.                  | «Пробел»            | Face                | Lagune              | 3:09         |
| 8.                  | «Человек-Россия»    | Face                | Nyombo              | 2:00         |
| Общая длительность: | Общая длительность: | Общая длительность: | Общая длительность: | 22:17        |

Продюсером первых двух треков впервые выступил Богдан Дрёмин, брат рэпера Face.